# Vunibaldo di Heidenheim
San Vunibaldo di Heidenheim, in tedesco Wunibald o Wynnebald o Winnebald (Regno del Wessex, 701 – Heidenheim, 18 dicembre 761), fu un monaco tedesco di origine inglese. Trasferitosi giovane in Germania, fondò un monastero doppio di cui divenne abate; è venerato come santo dalla Chiesa cattolica.

## Biografia
Dopo il 778 la suora di Heidenheim, Hugeburc, per relazionare a santa Valburga ed a san Villibaldo, scrisse una descrizione della vita del loro parente e la compose con quella di Vinnibaldo, che ne dà il titolo. La sua Vita Wynnebaldi consente di dare un buon sguardo ai pensieri ed alle attività di un missionario inglese nei primi tempi di vita di una diocesi del centro della Germania, anche se non ci si può aspettare una gran precisione nelle descrizioni e nelle date.

### Origini, formazione e soggiorno a Roma
Vunibaldo era uno dei quattro figli di un nobile benestante del sud dell'Inghilterra, che dal XII secolo è venerato come san Riccardo. Il nome della madre non è noto: ella venne tuttavia venerata nel medioevo come santa Wuna. La madre morì quando lui era ancora molto piccolo e fu allevato quindi dalla matrigna, il cui nome non ci è noto.
Dei suoi almeno cinque tra fratelli e fratellastri, fra i quali due sorelle) sono noti solo due nomi: Villibaldo e Valpurga (o Valburga). La famiglia era probabilmente imparentata con san Bonifacio. Mentre il fratello Villibaldo fu portato in convento quando aveva cinque anni, Vunibaldo fu cresciuto in casa.
Nel 720/21, dopo la sua rinuncia all'eredità paterna, intraprese con il fratello Villibaldo ed il padre Riccardo un pellegrinaggio a Roma. Il padre morì durante il viaggio, a Lucca, ove fu sepolto, ed i due fratelli giunsero a Roma. Qui, dopo un soggiorno di oltre un anno, i due si divisero: Villibaldo partì, all'inizio del 723, per la Terra santa mentre Vunibaldo si fermò a Roma ove studiò teologia ed al termine degli studi ottenne la tonsura.
Dal 727 risiedette in Inghilterra per reclutare personale locale e nel 730 tornò a Roma con il fratello più giovane e vi rimase fino al 738.

### Attività missionaria in Germania
In quell'anno fu chiamato da san Bonifacio, che compiva il suo terzo viaggio a Roma insieme a Villibaldo, ad un'attività missionaria in Baviera e Turingia. L'anno seguente Bonifacio lo consacrò prete a Sülzenbrücken in Turingia e lo nominò rappresentante di un territorio di sette chiese.
Nel 744 si trattenne presso il duca di Baviera Odilone, che gli lasciò in eredità alcuni beni. Dal 744 circa al 747 operò come missionario nell'Alto Palatinato e subito dopo fu predicatore a Magonza fino al 751.

### Abate ad Heidenheim
Nella primavera del 752 fondò con la sorella Valpurga, il monastero benedettino di Heidenheim. Si trattò di un monastero doppio del quale egli divenne il primo abate. 
Poco prima della sua morte Vunibaldo, che per tutta la vita soffrì di una grave forma di reumatismo, si recò a Würzburg e Fulda. Nel 761 decise di entrare nell'abbazia di Montecassino, nella cui ricostruzione si era molto impegnato il fratello Villibaldo fra il 729 ed il 739, ma l'intenzione non si concretizzò essendone stato fortemente sconsigliato dai parenti.
Morì in Heidenheim alla presenza del fratello Villibaldo e dopo la sua morte la direzione del monastero passò alla sorella Valpurga.

## Canonizzazione, agiografia e culto
L'elevazione e la traslazione delle spoglie di Vunibaldo da parte di Villibaldo nella cripta appositamente costruita nella chiesa abbaziale il giorno del secondo equinozio, il 24 settembre 777 come la dedicazione della chiesa nel corrispondente anniversario un anno dopo costituirono per Vunibaldo come una canonizzazione. Nel settembre dell'879 i resti furono riesumati e, con le reliquie di santa Valpurga, traslati ad Eichstätt però, dopo tre giorni, furono riportati ad Heidenheim. Nell'889 il re Arnolfo ne fece dono alla chiesa di Eichstätt. Il vescovo di Eichstätt Gundekar II (in cattedra dal 1057 al 1075) stabilì il 18 dicembre quale giorno della sua memoria liturgica e lo annoverò nel suo Pontificale, il Gundekarianum, tra i dodici patroni della diocesi.
Successivamente molte chiese adottarono il patrocinio di san Vunibaldo ed il suo nome come santo comparve in molti calendari anche al di fuori della diocesi. Tuttavia il suo culto non raggiunse mai la diffusione di quelli della sorella Valpurga e del fratello Villibaldo.
Tra il 1152 ed il 1155 il monastero benedettino di Heidenheim fu ricostruito e tra il 1182 ed il 1196 ebbe luogo, sotto il vescovado di Ottone di Eichstätt, la traslazione delle reliquie nella nuova chiesa conventuale. Nel 1256 le reliquie di Vunibaldo furono temporaneamente ancora una voltatrasportate ad Eichstätt, ove rimasero tuttavia per brevissimo tempo. Nel 1363 esse furono reinumate nel nuovo coro della chiesa di Heidenheim e poi, tra il 1483 e il 1484 traslate in una nuova tomba di stile tardogotico. Nel 1492 il vescovo Guglielmo di Reichenau consegnò le reliquie dei santi della diocesi al re Enrico VII d'Inghilterra. Dopo che nel 1529 l'ultimo abate di Heidenheim aveva dato le dimissioni e si era sposato, venne introdotto (1533) il culto evangelico e quattro anni dopo il monastero venne abolito. In seguito le reliquie furono abbandonate.